# Reyer Venezia 1975-1976
Questa voce raccoglie le informazioni riguardanti la Reyer Venezia nelle competizioni ufficiali della stagione 1975-1976.

## Stagione
La Canon Reyer Venezia disputa il campionato di Serie A2 di pallacanestro maschile 1975-76 terminando al 1º posto (su 12 squadre) e guadagnano la promozione in serie A1. Partecipò anche al girone della poule scudetto in serie A1 dove arrivò 6° su 8 squadre. La Reyer in questo campionato ritornò a giocare (grazie ad una deroga della federazione pallacanestro) al Palazzetto della Scuola Nuova di Santa Maria della Misericordia

## Roster
- Lorenzo Carraro
- Giulio Dordei
- Carlo Spillare
- Stefano Gorghetto
- Elvio Pieric
- Guido Barbazza
- Amedeo Rigo
- Piero Ceron
- Gianni Puiatti
- Ed Stahl[1]
- Allenatore: Tonino Zorzi[2]
- Vice allenatore: Waldi Medeot